# كاسبار شوبه
كاسبار شوبه (بالألمانية: Caspar Schoppe)‏ (و. 1576 – 1649 م) هو كاتب، ودبلوماسي، وفقيه لغوي ألماني، ولد في نويماركت إن در أوبرفالتس، توفي في بادوفا، عن عمر يناهز 73 عاماً.